# Дем'якине
Дем'якине (рос. Демякино) — присілок в Золотухинському районі Курської області Російської Федерації.
Населення становить 136 осіб. Входить до складу муніципального утворення Будановська сільрада.

## Історія
Населений пункт розташований на території українського етнічного та культурного краю Східна Слобожанщина. Від 2004 року входить до складу муніципального утворення Будановська сільрада.

## Населення
| 2002 | 2010 |
| ---- | ---- |
| 176  | ↘136 |